# Волковицы (усадьба)
«Волковицы» или «Надеждино» — старинная усадьба, принадлежавшая в разное время Корфам, Половцевым, Брискорнам и другим русским дворянским родам. Расположена в Ломоносовском районе Ленинградской области, в селе Волковицы.

## История
В XVIII веке деревня Волковицы находилась в ведении сухопутного шляхетского кадетского корпуса как экономическое имение, приносящее доход. Но в 1770-м году Екатерина II пожаловала её Фёдору Виллимовичу Боуру, военному инженеру, приглашённому в Россию для строительных работ. Фёдор Виллимович устроил около деревни усадьбу площадью 11 десятин, обнесённую валами. Но уже в 1778 году он продал имение, которое далее сменило нескольких владельцев.
В 1836 году имение купили братья Валерьян и Михаил Андреевичи Половцевы. Они выстроили новый двухэтажный деревянный усадебный дом и молочню, высадили дубовую рощу. Поблизости от основной мызы, создали отдельные деревни — Валериановку и Андреевку, названные по именам членов семьи. Главная усадьба получила название «Надеждино» по имени жены Михаила Андреевича.
В 1843 году Михаил Андреевич Половцев продал Волковицы Дарье Михайловне Брискорн, супруге сенатора Максима Максимовича Брискорна. Брискорны владевшие имением почти два десятилетия, придали ему обновлённый вид. Парк площадью около 15 га начинался как две пересекающиеся аллеи со строгой планировкой. Здесь появился каплеобразной формы пруд, перерезавший центральную аллею. Рядом была разбита видовая горка с елями на вершине и березами вокруг неё. Главная аллея продолжалась за граничным валом. Около деревни Валерьяновки была поставлена сложенная из валунов ветряная мельница.
В 1860 году имение перешло к супругам Палибиным: генерал-майору Павлу Ивановичу и его жене Дарье Петровне. Совладельцами имения стали брат Дарьи Петровны — Михаил Петрович Козлянинов и действительный статский советник Иван Дмитриевич Ахшарумов. Они обустроили старый двухэтажный дом одноэтажными пристройками, террасами и галереями, выкопали во фруктовом саду хозяйственный пруд, высадив по его берегам заросли хмеля. Каплеобразный пруд в центре парка и холм около него они назвали «Брискорновыми», а косую липовую аллею — «Аллеей философов».

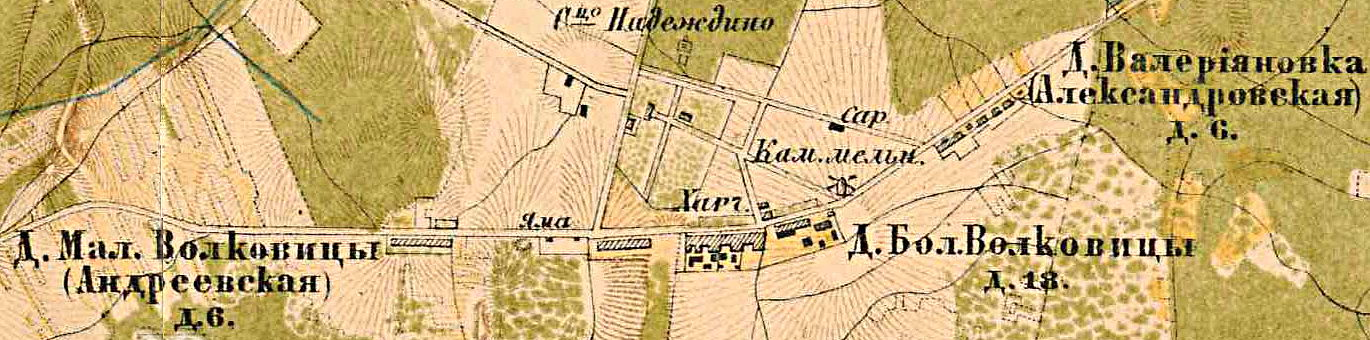
План деревни Волковицы. 1885 год

Согласно материалам по статистике народного хозяйства Петергофского уезда 1887 года, мыза Волковицы площадью 706 десятин принадлежала вдове статского советника А. И. Козляниновой, она была приобретена в 1879 году за 12 500 рублей. Имение, дом и ветряная мельница сдавались в аренду.
По данным «Памятной книжки Санкт-Петербургской губернии» за 1905 год мыза площадью 599 десятин принадлежала барону, генерал-лейтенанту Александру Николаевичу Корфу. Корф привёл территорию усадьбы в порядок, построил водопровод, завел фазанник, возвёл кухни, дом управляющего, флигеля, конюшни, скотный двор, мастерские и оранжереи. При нём был выстроен новый деревянный господский дом с галереями и башней.
После революции 1917 года усадьба была национализирована. В советское время здесь работал дом отдыха «Волковицы». Во время Великой Отечественной войны территория Волковиц несколько лет была под немецкой оккупацией. В бывшей усадьбе находился военный госпиталь. Сама усадьба в итоге была частично разрушена, а многие парковые деревья вырублены. В послевоенное время сооружения восстановили, вновь открыв здесь дом отдыха. В 1980-е годы в бывшей усадьбе открыли общежитие для работников построенной в соседнем посёлке птицефабрики. Позже здание сгорело.
К началу XXI века от усадьбы сохранились остатки парка, а также руина мельничной башни из местных валунов. От здания усадьбы и хозяйственных флигелей остались лишь фундаменты, сложенные из валунов красного, серого и розового гранита.